# متلازمة باليستر هول
متلازمة باليستر هول هي اضطراب يؤثر على نمو أجزاء متعددة في الجسم، وسميت باسم جوديث هول وفيليب باليستر.

## السمات
- ورم عابي في الوطاء (تحت المهاد)
- رتق الشرج
- عيوب في الكلية كالكلى الحذوية
- عيوب في الأطراف: كثرة الأصابع أو ارتفاق الأصابع
- لسان مزمار مشقوق[3]

## الأسباب
تنتقل بالوراثة الجسدية السائدة وترجع لطفرة في الجين GLI3 [الإنجليزية].

## الانتشار
نادرة جداً وتصيب الذكور والإناث بشكل متساوِ، ويوجد حوالي مائة حالة مسجلة، بعضها تنتمي لعائلة واحدة وبعضها متفرقة غير معروف تاريخها العائلي، ونظراً للاختلاف الشديد في الأعراض من حالة إلى أخرى قد لا يتم تشخيصها؛ لذا تصعب معرفة معدلات حدوثها.

## التشخيص

### الفحص الإكلينيكي
يتم فحص المريض كلياً مع أخذ التاريخ المرضي العائلي.

### التحاليل المعملية
تحليل نسب الهرمونات لتقييم وظائف الغدد الصماء.

### الأشعة
- الأشعة السينية: للكشف عن عيوب الأطراف.
- التصوير بالرنين المغناطيسي: للكشف عن الورم العابي.
- سونار: على الكلى لاحتمالية وجود كلى حذوية.

### تنظير الحنجرة
بالمنظار الأليافي لفحص لسان المزمار

### اختبارات جنينية قبل الولادة
في العائلات ذات التاريخ المرضي الإيجابي

## العلاج

### الهرمونات البديلة
هرمونات تعويضية كالثيروكسين والهيدروكورتيزون لعلاج قصور النخامية بسبب الورم العابي

### مضادات التشنج
تستخدم مضادات التشنج لعلاج نوبات الصرع المحتمل حدوثها، كالكاربمازيبين.

### الجراحة
لا ينبغي إزالة الورم العابي جراحياً لكونه حميداً، لكن تزال الأصابع الزائدة، وكذلك رتق الشرج يحتاج إلى جراحة.

## توقعات سير المرض
يعتمد على شدة الأعراض؛ ففي حالة عدم وجود أعراض تهدد الحياة أو تاريخ مرضي إيجابي في العائلة يكون التوقع ممتازاً، أما عند وجود تاريخ مرضي عائلي إيجابي فيعتمد التوقع على شدة الأعراض في تاريخ العائلة.
بعض الأعراض قد تكون شديدة ومميتة؛ كقصور النخامية، والعيوب الخطيرة في الجهاز التنفسي ورتق الشرج إذا لم يتم اكتشافه.